# الگوی نموداری

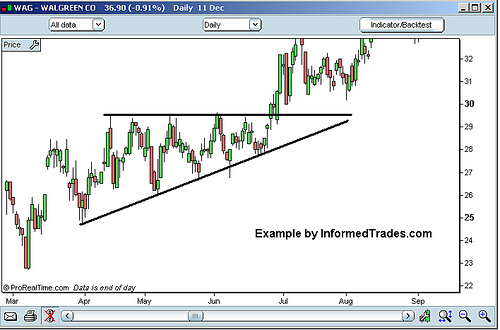
مثلث صعودی

الگوی نمودار یا الگوی قیمت یک الگو در نمودار است که قیمت‌ها در آن نشان داده می‌شوند. در معاملات سهام و بازار کالا، مطالعات الگوهای نمودار نقش مهمی در تحلیل تکنیکال دارند. هنگامی که داده‌ها بر روی نمودار ترسیم می‌شوند معمولاً یک الگوی طبیعی وجود دارد که در طی یک دوره تکرار می‌شود. الگوهای نمودار به عنوان یک سیگنال معکوس یا ادامه دهنده استفاده می‌شود. الگوهای نمودار جزء جدایی ناپذیر از تحلیل تکنیکال هستند، اما معامله گران موفق این تکنیک‌ها را با اندیکاتورهای تکنیکال و دیگر اشکال تحلیل تکنیکال ترکیب می‌کنند تا شانس موفقیت خود را به حداکثر برسانند.